# Jardín botánico del Bou
El Jardín Botánico del Bou o en catalán: Jardí Botànic del Bou, es un jardín botánico de unos 6.000 m². de extensión que se encuentra en las afueras de Amposta en la provincia de Tarragona, comunidad autónoma de Cataluña, España.

## Localización
El Jardín Botánico del Bou se encuentra situado dentro de la comarca de Montsiá, cerca del Delta del Ebro, en las afueras de Amposta por la carretera de la Carrova.

## Historia
Este jardín botánico fue creado con los esfuerzos de los alumnos de la escuela taller Baladre de Amposta, en un terreno cedido por el ayuntamiento de la localidad.
Aún está en proceso de consolidación.

## Colecciones
En este jardín botánico se encuentran los arbustos y los árboles más representativos de los diferentes ecosistemas de la comarca del Montsià, que se encuentra al pie de la sierra de Montsiá.
La vegetación que aquí se encuentra es la propia del Biotopo Mediterráneo, con las plantas agrupadas en las propias de zonas de montaña, riveras, o de llanos.
Aquí se encuentra también un aula de la naturaleza para las visitas de grupos de escolares.